# Frutarom
Frutarom est une entreprise israélienne de production de saveurs et de parfums. 

## Histoire
En mai 2018, International Flavors and Fragrances annonce l'acquisition de Frutarom pour 7,1 milliards de dollars.